# Cố Viên Lầu

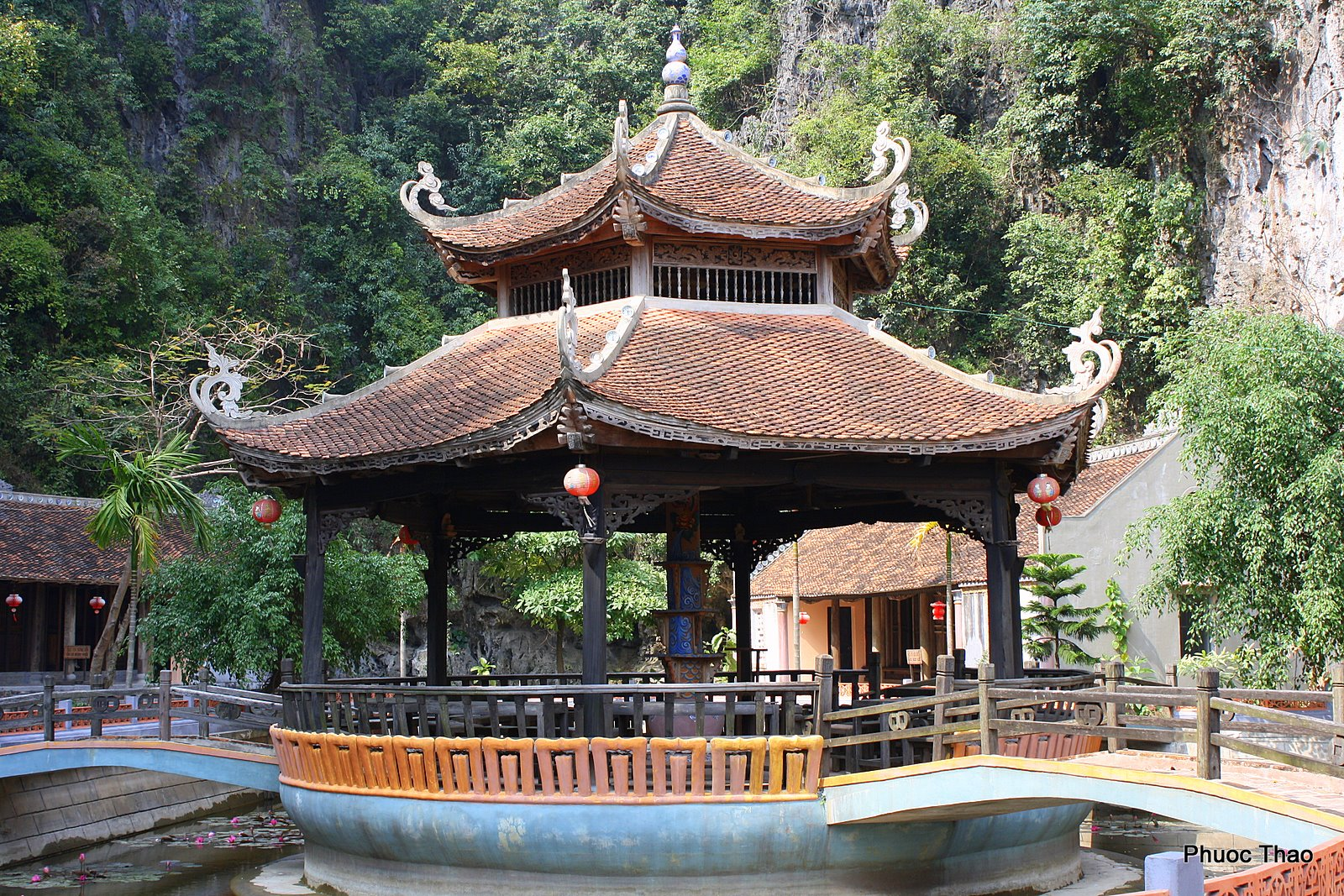
Thủy đình ở Cố Viên Lầu

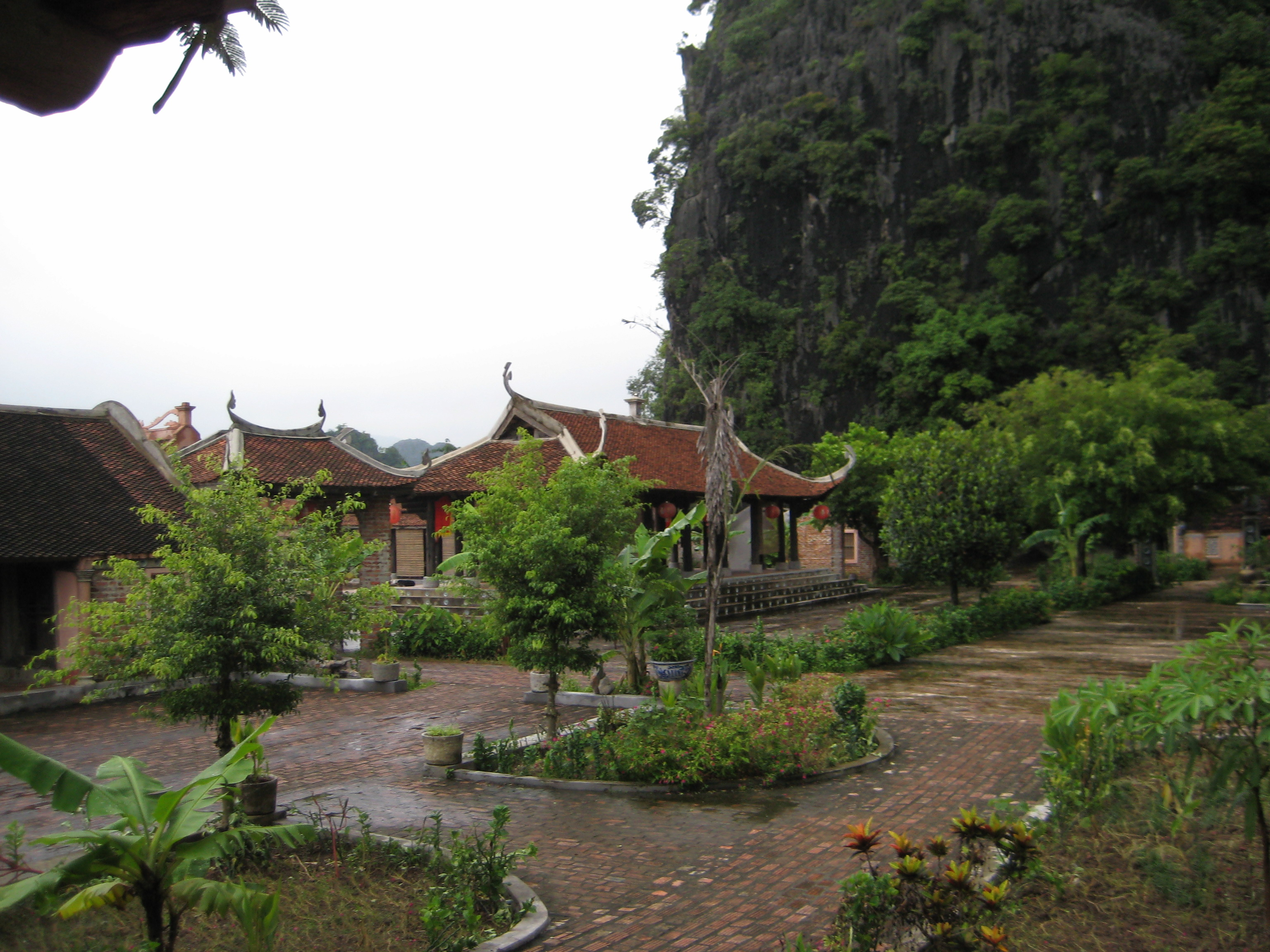
Những nếp nhà cổ ở Cố Viên Lầu

Cố Viên Lầu là một trong các điểm du lịch nằm trong vùng đệm của Quần thể di sản thế giới Tràng An, Ninh Bình. Cố Viên Lầu là khu nhà cổ gồm nhiều ngôi nhà cổ được sưu tầm chủ yếu tại Ninh Bình và khu vực đồng bằng Bắc Bộ. Năm 2008, khu nhà cổ Cố Viên Lầu được ngành Văn hóa – Du lịch Ninh Bình bổ sung vào khu du lịch Tam Cốc - Bích Động. Cố Viên Lầu nằm ngay cạnh bến thuyền Tam Cốc và bên đường đi đền Thái Vi.

## Tổng quan
Cố Viên Lầu có diện tích khoảng 20.000 m²,trưng bày 22 ngôi nhà cổ ở nhiều làng quê đồng bằng Bắc Bộ, bên trong các ngôi nhà có trưng bày nhiều dụng cụ như:tràng kỷ, sập gụ, tủ chè,...
Làng Việt Cổ - Cố Viên Lầu của Ninh Bình nằm cạnh bến thuyền Tam Cốc, phía Đông giáp với đường vào đền Thái Vi nơi thờ các vị vua nhà Trần, phía Tây giáp với sông Ngô Đồng, phía Nam giáp bến đò Tam Cốc, phía Bắc giáp với dãy núi cửa Quen.
Những ngôi nhà cổ ở Cố Viên Lầu chủ yếu được xây dựng từ thời nhà Nguyễn trở lại đây nhưng cũng thể hiện được nét văn hóa độc đáo và đặc trưng trong kiến trúc truyền thống Việt Nam.
Cố Viên Lầu được xem như là hình ảnh thu nhỏ của nhiều làng quê đồng bằng Bắc Bộ Việt Nam, của những nét dân gian truyền thống.

## Một số công trình

### Nhà cổ Lưu Phương
Nhà cổ Lưu Phương được sưu tầm tại xã Lưu Phương - Kim Sơn – Ninh Bình. Nhà có diện tích 90 m2, kiến trúc 5 gian 2 trái, bên trên được lợp bằng ngói vẩy cá, nền được lát bằng gạch đỏ một loại gạch được làm thủ công, mang tính nghệ thuật cao. Tính đến nay ngôi nhà cổ này đã có trên 100 năm tuổi,
Toàn bộ nhà được làm từ gỗ xoan rừng của Thanh Hoá. Những hoạ tiết hoa văn đều được đục văn khéo léo và tinh xảo của những nghệ nhân giàu kinh nghiệm. Phía trên ngôi nhà được làm theo kiểu chồng rường, hạ mê, được đục trạm để đỡ lấy thượng lương xuyên suốt cả năm gian.
Ngôi nhà này hiện nay đang là quầy lễ tân phục vụ khách tham quan và tiện cho công tác quản lý. Nó cũng được dùng làm văn phòng quản lý và cũng là nơi nghỉ chân của du khách. Đây cũng là nơi trưng bày một số tranh ảnh có liên quan đến cổ vật, cũng như những hình ảnh của khu du lịch Cố Viên Lầu.

### Nhà cổ Ý Yên
Nhà cổ Ý Yên được xây dựng năm 1883, sưu tầm tại huyện Ý Yên, Nam Định. Nhà là nơi trưng bày bộ sưu tập đời Lý thế kỷ 12 – 13 gồm: đĩa, bát, âu, thạp men ngọc, men nâu, men tam thái... Mỗi chủng loại cùng niên đại được bày trong một tủ, nhưng dáng kiểu, to, nhỏ khác nhau thể hiện sự sáng tạo phong phú của người thợ thủ công một thời.

### Nhà cổ Thọ Xuân
Nhà cổ Thọ Xuân trưng bày bộ sưu tập chóe rồng thời Gia Long (1802) với hơn 100 chiếc không giống nhau, có chiếc độc nhất vô nhị trên thương trường.
Nhà cổ Thọ Xuân vốn là ngôi nhà của một thầy mo ở Thanh Hóa gần 200 năm tuổi. Khi mang về đây, những người thợ không thể lắp ráp được. Chỉ đến khi trực tiếp ông thầy cúng ra tay tháo bùa ở trần nhà thì mới lắp ghép lại được.
Nhà cổ Thọ Xuân có diện tích sử dụng là 111.7m2. Nhà được làm theo kiến trúc "hiên tiền cổ ngỗng xà đùi bảy bóng". Kết cấu gồm 3 gian, 2 dĩ và 2 nhà ngang. Tổng thể mặt bằng hình chữ môn. Vật liệu chủ yếu cất dựng nhà là gỗ xoan Thanh Hoá. Ngôi nhà có kiến trúc mái rất đặc biệt, cũng được lợp bằng ngói vẩy cá nhưng 4 góc mái được làm những tàu đao cong vút bay bổng, tạo nên sự mềm mại và nét đặc sắc cho ngôi nhà. Trong nhà ngoài các nội thất được bày theo phong cách cổ thì còn trưng bày bộ sưu tập choé rồng với 100 chiếc, chiếc cao nhất là 65 cm, chiếc nhỏ nhất 25 cm, đây là bộ sưu tập lớn nhất Việt Nam hiện nay.

### Nhà cổ Khánh Hòa
Nhà cổ Khánh Hòa là ngôi nhà duy nhất được giữ nguyên cấu trúc của nhà Đại khoa, có trên 100 năm tuổi. Bên trong ngôi nhà được làm từ gỗ và đá này còn trưng bày hoành phi câu đối, tủ chè, sập gụ và bộ sưu tập đồ sứ có từ thế kỷ 18-19.
Ngôi nhà được sưu tầm ở xã Khánh Hoà, huyện Yên Khánh, tỉnh Ninh Bình. Với diện tích 103,6 m2, kiến trúc nhà theo lối "hiên tiền cổ ngỗng", tổng thể kiến trúc hình chữ "môn" gồm 3 gian, 2 dĩ, 2 trái. Các hoạ tiết trong nhà được đục chạm tinh xảo có giá trị nghệ thuật cao. Nhà có sự phối kết hợp giữa đá và gỗ, mang đậm nét văn hoá nhà cổ của vùng đồng bằng Bắc Bộ. Tại ba gian nhà ngoài được trưng bày nội thất trên là hoành phi câu đối, dưới là tủ chè, sập gụ và bộ sưu tập đồ sứ có từ thế kỷ 18 -19.

### Làng cổ nông thôn
Trong làng Việt cổ - Cố Viên Lầu có cả một góc giới thiệu về nét đặc trưng của làng cổ nông thôn Việt Nam xưa. Đặc biệt ngôi nhà đất, được phục chế nguyên bản từ ngôi nhà cổ mang hình ảnh kiến trúc nhà của tầng lớp bần nông nông dân Việt Nam đầu thế kỷ 19. Khác với cầu kỳ của nhà gỗ, là khu nhà đất ba gian chính và hai gian buồng, mái bằng lá, nền đất sét, vật liệu chủ yếu của những nhà này là đất, rơm rạ, kết hợp với tre, luồng. Nhà có một cửa chính và hai cửa sổ bằng tre. 3 gian chính kê chõng tre, rường ổ. Trong sân là đụn rơm cao ngất, một chiếc chum đựng nước, một chiếc đơm đặt cá, chiếc cối đá. Bao quanh là rào tre thưa thớt, một vườn rau... những dụng cụ gia đình cũng như dụng cụ nhà nông đặt ở hiên nhà.

### Đình cổ Thanh Liêm
Đình cổ Thanh Liêm, được sưu tập tại huyện Thanh Liêm, tỉnh Hà Nam, nằm tại trung tâm của làng Việt cổ Cố Viên Lầu với diện tích hơn 100m2. Trên mái là những đầu đao cong vút - nét đặc trưng trong kiến trúc đình làng. Ngoài lớp ngói vảy cá phía trên, bên dưới được trải lớp ngói chiếu mang hình chữ "Thọ". Chống đỡ mái đình là 28 cột lim đường kính 75 – 85 cm được kê trên những tảng đá xanh chống ẩm thấp và xâm nhập của mối mọt. Trên những thớ gỗ được các nghệ nhân tài ba đục, chạm những đường nét hoa văn tinh xảo, sống động mà chủ yếu là những bức tranh bốn mùa mang đầy ý nghĩa như: Tùng - Lộc với ý nghĩa vững mạnh lâu dài. Hiện đình là nơi giao lưu của du khách đến Cố Viên Lầu... Đình làng - dấu ấn quen thuộc của mỗi người dân Việt.